# Sommarkort (En stund på jorden)
"Sommarkort (En stund på jorden)" är en sång skriven av Peter R. Ericson. Den kom först ut på samlingsalbumet Eldorado. Äventyret fortsätter... 1987 där den sjöngs av Cornelis Vreeswijk. Sången blev en av Vreeswijks största hitlåtar och gavs även ut som postum singel 1988. Upphovsmannen spelade in låten själv på albumet The Incredible Gretsch Brothers 1997, som ena halvan av duon med samma namn.
Andra inspelningar har gjorts av bland andra Susanne Alfvengren 1992, Hot Soup 1996, Lill Lindfors 1997/2006, Ainbusk 2002, Tina Ahlin 2005, Brolle 2005, Hans-Erik Dyvik Husby 2010 samt Miriam Aïda 2011. Brolle låg på Svensktoppen med sången 2006.